# Шахан, Олджай
Олджай Шахан (тур. и нем. Olcay Şahan; род. 26 мая 1987, Дюссельдорф) — турецкий и немецкий футболист, полузащитник.

## Клубная карьера
Олджай Шахан родился в Дюссельдорфе, в турецкой семье. Футболом увлёкся в четыре года, вслед за старшим братом. В шесть лет Шахан стал заниматься в футбольной школе дюссельдорфской «Фортуны». Там он провёл восемь лет, а в 2001 году перешёл в молодёжную команду леверкузенского «Байера». В 2004 году Шахан сменил «Байер» на мёнхенгладбахскую «Боруссию», через год стал игроком дублирующего состава, за который выступал на протяжении двух сезонов в региональной лиге. Летом 2008 года Шахан, переросший уровень региональной лиги, перешёл в «Дуйсбург». Поначалу он выступал за вторую команду, но уже с первого сезона постепенно начал привлекаться к играм главной команды, выступавшей во второй Бундеслиге. 19 сентября 2008 года, в матче против «Алемании», Шахан дебютировал в основном составе «Дуйсбурга». За три сезона он вырос в одного из лидеров команды. В сезоне 2010/2011 Шахан сыграл 34 матча, в которых забил 7 голов и отдал 7 голевых передач.
Летом 2011 года Шахан в статусе свободного агента перешёл в «Кайзерслаутерн», команду из первой Бундеслиги. Его дебют в главной лиге немецкого футбола случился в матче первого тура чемпионата против бременского «Вердера». Шахан вышел в стартовом составе на позиции правого вингера и провёл на поле весь матч, закончившийся поражением «Кайзерслаутерна» со счётом 2:0. В своём единственном сезоне в Бундеслиге Шахан провёл 27 матчей и отличился одним забитым голом.
Летом 2012 года Шахан перешёл в турецкий «Бешикташ», заплативший за него 800 тысяч евро. Он сразу же стал игроком основного состава. В турецкой Суперлиге дебютировал 19 августа 2012 года в матче с клубом «Истанбул ББ», который закончился ничьей 1:1. Первый сезон в Турции вышел для Шахана весьма успешным. Он сыграл 34 игры в чемпионате страны, забил в них 11 голов и отдал 5 голевых передач.

## Выступления за сборную
Родившись в Германии в семье выходцев из Турции, Шахан в соответствии с правилами ФИФА имел право выбирать, какую из двух стран будет представлять на международном уровне. В юношеском возрасте он привлекался к играм немецкой сборной в возрастной категории до 17 лет, однако в старшем возрасте уже не вызывался в сборную.
25 марта 2011 года Шахан сыграл за вторую сборную Турции в товарищеском матче со второй командой Финляндии. Примерно через два года, 22 марта 2013 года, он дебютировал в национальной сборной Турции, куда его пригласил тренер Абдулла Авчи. Это произошло в матче отборочного турнира к чемпионату мира против сборной Андорры. Шахан вышел на поле, на 81 минуте заменив Умута Булута.

## Достижения
«Бешикташ»
- Чемпион Турции: 2015/16